# Global Cities Dialogue
Pour les articles homonymes, voir GCD.
Le Global Cities Dialogue (GCD) est une association internationale à but non lucratif, regroupant des maires et des hauts représentants politiques. La philosophie est basée sur le fait que le développement de la société de l’information doit être au bénéfice de tous les citoyens et de la communauté humaine. Ses membres s’engagent ainsi à échanger leurs idées afin de travailler ensemble dans le but de bâtir une société de l’information pour tous, fondée notamment sur le développement durable.

## Historique
Le Global Cities Dialogue, appelé également GCD, a été créé le 23 novembre 1999 à l’initiative de 12 villes fondatrices. Leur engagement a commencé à la suite de la signature de la déclaration d’Helsinki « Mayors of the World for a Global Cities Dialogue on the Information Society ».
Il est présidé actuellement par le député-maire d’Issy-les-Moulineaux (Hauts-de-Seine, France), André Santini.
L’initiative est née à la suite de la prise de conscience des élus de positionner les villes comme ayant un rôle clef à jouer dans la société de l’information. En effet, « elles sont les entités géographiques, politiques, socio-économiques et culturelles où des millions de personnes vivent, travaillent et exercent directement leurs droits de citoyens et de consommateurs. Elles sont proches des citoyens et font face aux principales questions, aux changements et aux opportunités de la société de l'information, de la démocratie locale aux services administratifs », selon Erkki Liikanen, le commissaire européen ayant parrainé la fondation du réseau, en 1999.
En 2000, les statuts du GCD ont été adoptés à Brême, Allemagne. La même année, le site Internet du GCD a fait son apparition et les villes membres se sont assemblées pour la première fois à Sophia Antipolis, en France.
En 2004, le GCD sort de la frontière européenne pour se développer en Asie et dans les pays d’Amériques latine.
Depuis sa création, le GCD a toujours été actif à travers des conférences et des événements liés à la nouvelle technologie. Ainsi, il a participé au Sommet Mondial des Villes et des Autorités Locales Pour Une Société d’Information à Bilbao (2005), au Forum Mondial de l’e-Démocratie à Issy-les-Moulineaux (2006) et à La Conférence de Lyon Sur La Solidarité Numérique (2008).
Aujourd’hui, le GCD compte plus de 200 membres.

## Organisation
Le GCD est composé de la direction, d’un comité de pilotage et des villes membres. Il est représenté par le maire ou le haut représentant politique de la ville élue. Les mandatés sont élus par l’assemblée générale pour une durée de deux ans.
Chaque ville membre doit également nommer un représentant, appelé Sherpa, afin de la déléguer. Les sherpas se réunissent régulièrement pour décider des projets à mettre en place, de l’organisation des assemblées générales ou de la mise en application des directives.
L’assemblée générale se rassemble une fois par an et regroupe les maires ou les hauts représentants des villes membres. Son rôle est de coordonner les plans d'action à mettre en place. 
Actuellement, le GCD a trois plans d'action majeurs, que sont :
– la réduction de la fracture numérique ;
– l'implantation des technologies environnementales durables ;
– les technologies mobiles.

### Innovations
Depuis sa création, le GCD a toujours soutenu ses membres dans la mise en application de l’innovation au service des citoyens. Il veille également aux bons échanges des expériences entre les villes membres. Ainsi, il a mis en place une étude sur les services mobiles en 2008.
L’adhésion des villes membres engage personnellement les maires à améliorer le quotidien de leurs habitants grâce à la nouvelle technologie. Les œuvres sont multiples, mais voici des exemples des innovations mis en place par quelques villes membres :
- La liseuse électronique : depuis janvier 2010, Issy-les-Moulineaux (France) permet aux citoyens d’emprunter des e-book à la même condition que les livres traditionnels.
- Le paiement à distance : la ville d’Anvers (Belgique), de Luxembourg et d’Helsinki (Finlande) a mis en place la possibilité de payer des tickets de bus par SMS. Cela facilite les achats des tickets et a amélioré la ponctualité des transports en commun. La ville de d’Issy-les-Moulineaux (France), de Cologne (Allemagne) et de Vilnius (Lituanie) ont, quant à eux, installées le système PayByPhone, permettant de payer le stationnement des voitures à distance.
- Les zones Wi-Fi : quelques villes telles que Barcelone (Espagne), Bologne (Italie), Metz (France) ou Lyon (France) ont couvert leurs villes avec des bornes Wi-Fi afin de faciliter l’accès à leurs habitants.
- Les informations via SMS : la ville de Belo Horizonte (Brésil) a mis en place un système d’alerte « Allo Citoyen » permettant à la population de recevoir des informations culturelles ou éducatives via SMS. À Boston (USA), on peut témoigner via SMS, grâce au système de « Crimestoppers ».
- Les informations touristiques : ils sont disponibles via téléphone à Brême (Allemagne) et Buenos Aires (Argentine).

### Villes membres (1999-2009)
| Pays                   | Villes | Pays                   | Villes |
| ---------------------- | --- | ---------------------- | --- |
| Allemagne              | Berlin, Brême, Cologne | Argentine              | Buenos Aires, Curuzú Cuatiá                                                                                               |
| Australie              | Hume, Victoria (État), Whittlesea | Belgique               | Anvers, Bruxelles, Frameries, Seneffe                                                                                     |
| Bosnie-Herzégovine     | Sarajevo | Brésil                 | Belo Horizonte, Pirai, Porto Alegre, São Bernardo do Campo                                                                |
| Bulgarie               | Nova Zagora, Panagyurishte | Burkina Faso           | Ouagadougou |
| Canada                 | Bromont, Moncton | Chili                  | Puerto Montt, Santiago du Chili, Viña del Mar                                                                             |
| Chine                  | Dadong, Xiang Fang | Colombie               | Bogota |
| Congo                  | Dolisie | Corée du Sud           | Chuncheon, Gumi, Guro-gu, No-Won                                                                                          |
| Costa Rica             | Heredia, San Joaquin de Flores | Croatie                | Porec |
| Émirats arabes unis    | Dubaï | Équateur               | Quito |
| Espagne                | Barcelone, Bilbao, Cerdanyola des Vallés, Getafe, Gijón, Jun, Madrid, Malaga, San Sebastian de la Gomera, Telde, Valence, Zamora                      | Estonie                | Kuressaare, Paide, Tartu                                                                                                  |
| États-Unis             | Arvada, Boston, New Smyrna, Madison (New Jersey), Phoenix, San Francisco, Seattle                                                                     | Finlande               | Helsinki |
| France                 | Bordeaux, Issy-les-Moulineaux, Le Lamentin, Lyon, Marseille, Metz, Parthenay, Vandœuvre-lès-Nancy                                                     | Grèce                  | Athènes |
| Guatemala              | Guatemala | Hongrie                | Kecskemet |
| Inde                   | Vadodara | Italie                 | Bari, Bologne, Carini, Catane, Celle Ligure, Cento, Florence, Rome, Segrate, Sienne, Vérone                               |
| Japon                  | Okayama | Lettonie               | Liepaja, Riga, Ventspils                                                                                                  |
| Lituanie               | Vilnius | Luxembourg             | Luxembourg |
| Mali                   | Bamako, Baye, Bougouni, Commune III Bamako, Commune IV Bamako, Dilly, Kayes, Koutiala, Sangha, Segou                                                  | Malte                  | Birkirkara |
| Maroc                  | Agdal Ryad | Nicaragua              | Managua |
| Nouvelle-Zélande       | Wellington | Pérou                  | Chorrillos, Independencia, Lima, Lince, Lurin, Miraflores, Oyón, Rioja                                                    |
| Philippines            | Naga | Pologne                | Czestochova, Gdańsk, Katowice, Lublin, Ostrow Wielkopolski, Pulawy, Sopot, Swarzedz, Tarnów, Wałbrzych, Wroclaw, Zakopane |
| Portugal               | Abrantes, Castelo, Branco | République du Bénin    | Cotonou |
| République du Honduras | Choluteca, San Lorenzo in Valle | République du Salvador | Sonsonate |
| République tchèque     | Hluboka, Hradec Kralove, Jihlava, Olomouc, Ostrava, Paradubice, Pilsen, Prague, Trinec                                                                | Roumanie               | Alba Iulia, Bacau, Galați                                                                                                 |
| Royaume-Uni            | East Riding, Édimbourg, Gateshead, Londres, London-Lewisham, Manchester, Newcastle Upon Tyne, North Tyneside, South Tyneside, Southampton, Sunderland | Sénégal                | Dakar, Goudomp, Rufisque, Thiès                                                                                           |
| Serbie                 | Jagodina, Podgorica | Slovaquie              | Banska Bystrica, Bratislava, Martin, Moldava nad Bodvou, Poprad                                                           |
| Slovénie               | Celje, Koper, Ljubljana, Maribor, Nova Gorica, Velenje                                                                                                | Suède                  | Bollnas, Karlskrona, Ronneby                                                                                              |
| Suisse                 | Genève | Taïwan                 | Tainan |
| Turquie                | Yalova | Ukraine                | Kharkov, Khmelnytsky, Kiev, Kovel, Krementchuk, Lviv, Mykolajiv, Rivne, Shepetivka                                        |
| Uruguay                | Montevideo, Rio Negro, Tacuarembó |                        | |

### Membres observateurs
- La Commission européenne
- Agence Mondiale de Solidarité Numérique
- Eurocities
- Global Business Dialogue on Electronic Commerce (GBDe)
- Politech Institute
- Senegal und Freunde

### Les sources
- Un soutien au 1 % de solidarité numérique
- Le rôle des collectivités locales dans le cadre des actions de coopérations décentralisées
- Le rapport sur les services mobiles dans les villes numériques du GCD
- GCD stressed the removal of digital divide
- Framework proposal by Telecities

### Les liens externes
- Global Cities Dialogue